# Luby’s
Luby’s Inc. ist ein US-amerikanischer Betreiber und Franchisegeber von Schnellrestaurants der Marken Luby’s, Fuddruckers, Cheeseburger in Paradise und Luby’s culinary services, der mit seinen Verkaufsstätten in mehreren Bundesstaaten der USA, sowie Kanada, Mexiko, Panama und Puerto Rico vertreten ist.:5–7

## Geschichte
Die Unternehmensgründung erfolgte im Jahr 1947 in San Antonio durch Bob Luby und dessen Cousin Charles R. Johnston, nachdem Luby von seinem Militärdienst als Nachrichtenoffizier aus Kalifornien nach Texas zurückgekehrt war.
Zuvor hatte bereits Lubys Vater Harry die New England Dairy Lunch Cafeteria in Springfield betrieben.
In den Folgejahren wurden weitere Restaurants in mehreren texanischen Städten eröffnet, unter anderem in Tyler, Harlingen, El Paso und Beaumont.
Im Jahr 1959 erfolgte die Gründung einer Kapitalgesellschaft unter dem Namen Cafeterias, Inc., deren Aktien ab 1973 gehandelt wurden.
Im Jahr 1981 erfolgte die Umfirmierung in Luby’s Cafeterias, Inc. und im Folgejahr wurde die Aktie zum Handel an der NYSE zugelassen.
Bereits seit den Sechzigerjahren erfolgte eine Expansion auch über die Grenzen von Texas hinaus, unter anderem nach New Mexico (1966) und Oklahoma (1980). Heute existieren Standorte unter der Marke Luby’s in Texas und Mississippi.:5f
Im Jahr 2004 verlegte das Unternehmen seinen Sitz von San Antonio nach Houston.
Nachdem im Rahmen der globalen Finanzkrise eine wirtschaftliche Rezession eingesetzt hatte, wurden im Jahr 2009 25 Standorte geschlossen und das Personal entlassen, um Kosteneinsparungen zu erreichen.
Im Jahr 2010 erwarb Luby’s einen Großteil der Aktiva der in Austin ansässigen Magic Brands, LLC, darunter die Burgerkette Fuddruckers mit 60 Standorten sowie die Kette Koo Koo Roo für insgesamt 61 Mio. US-Dollar, nachdem über das Vermögen von Magic Brands zuvor ein Insolvenzverfahren nach Chapter 11 eröffnet worden war.
Im Jahr 2013 erfolgte der Kauf der Fastfood-Kette Cheeseburger in Paradise.
Im März 2014 eröffnete in Varese das erste Fuddruckers-Restaurant Europas; im Oktober desselben Jahres erfolgte die Expansion nach Panama.
Im Jahr 2015 eröffnete ein Franchisenehmer erste Fuddruckers-Restaurants in Kolumbien. Im Juni desselben Jahres war mit Warschau der erste mitteleuropäische Markt erschlossen worden.
Im November 2016 ging das Unternehmen eine Kooperation mit der texanischen  Einzelhandelskette H-E-B ein, im Rahmen derer Luby’s küchenfertiges, tiefgekühltes Mac & Cheese in den H-E-B-Märkten verkaufte. Diese Kooperation wurde später um weitere Produkte ergänzt.
Am 3. Juni 2020 gab Luby’s bekannt, nach einem Käufer für sein operatives Geschäft (einschließlich der Immobilien) zu suchen. Mit dem Verkaufserlös sollen zunächst bestehende Schulden beglichen werden; der verbleibende Erlös soll an die Aktionäre ausgeschüttet werden.
Zuvor hatte das Unternehmen bereits die Hälfte der Mitarbeiter in der Verwaltung beurlaubt, den verbleibenden Mitarbeitern und Führungskräften die Gehälter um jeweils 50 % gekürzt und mehrere Restaurants geschlossen.
Am 8. September 2020 wurde bekannt, dass das Management beabsichtigt, die Vermögensgegenstände des Unternehmens zu liquidieren, den Netto-Liquidationserlös an die Aktionäre auszukehren und das Unternehmen aufzulösen.